# Botryotinia globosa
Botryotinia globosa är en svampart som beskrevs av N.F. Buchw. 1953. Botryotinia globosa ingår i släktet Botryotinia och familjen Sclerotiniaceae.   Inga underarter finns listade i Catalogue of Life.